# Monochaetum polyneurum
Monochaetum polyneurum är en tvåhjärtbladig växtart som beskrevs av José Jéronimo Triana. Monochaetum polyneurum ingår i släktet Monochaetum och familjen Melastomataceae.
Artens utbredningsområde är Colombia. Inga underarter finns listade i Catalogue of Life.